# Magelonidae
Magelonidae ist der Name einer Familie im Sediment grabender, von Detritus lebender Vielborster (Polychaeta), deren rund 67 Arten in Meeren weltweit zu finden sind. Lange als monogenerische Familie mit der einzigen Gattung Magelona angesehen, wurde 2001 eine neue Art gefunden und in einer neuen Gattung beschrieben (Octomagelona bizkaiensis).

## Merkmale
Die Magelonidae haben einen langgestreckten, fadenförmigen Körper und ein charakteristisches abgeflachtes, schaufelförmiges Prostomium, an dem ventrolateral ein Paar Palpen sitzt, die an der Basis einen runden Querschnitt haben und distal mit länglichen Papillen versehen sind. Nuchalorgane fehlen. Der ausstülpbare, unter dem Oesophagus liegende Pharynx (Schlundtasche) hat keine Kiefer. Das erste Segment hat bei Adulttieren weder Parapodien noch Borsten. An den übrigen Segmenten sind die Parapodien zweiästig, und an jedem Ast sitzt ein niedriger Kamm Borsten und stützender Fußlappen. Dorsal und ventrale Cirren fehlen ebenso wie Kiemen und Aciculae. Die Borsten sind einfache kapillarförmige Borsten sowie gezähnte Haken mit Hauben. Am 9. borstentragenden Segment sind die Borsten stachelartige Kapillarborsten. Am Pygidium sitzt ein Paar Cirren. In der Gattung Magelona bilden die ersten neun borstentragenden Segmente den Thorax, bei Octomagelona bizkaiensis die ersten acht borstentragenden Segmente, während das Abdomen aus den darauf folgenden Segmenten besteht.
Unter den Ringelwürmern zeichnen sich die Magelonidae durch Besonderheiten des blassvioletten Blutes und Blutkreislaufs aus. Hierzu gehören Blutkörperchen, die als Blutfarbstoff hoch molekulares Hämerythrin enthalten. Das geschlossene Blutgefäßsystem ist wohl entwickelt, hat aber kein zentrales Herz. Der Pharynx wird ausgestülpt, indem in einen ausgedehnten Blutsinus am Vorderende Blut gepumpt wird. Das Rückengefäß im Vorderabschnitt des Ringelwurms besteht aus durch Klappen voneinander getrennten Kammern, die sich regelmäßig füllen und leeren und das Blut in einen sehr muskulösen, herzartigen Bereich des Rückengefäßes nach vorn treiben. Im hinteren Rückengefäß verhindern Klappen im Bereich der Coelomscheidewände den Rückfluss des Blutes. Die paarigen Lateralgefäße verfügen in den hinteren Segmenten über pulsierende, herzartige Erweiterungen. Die Längsmuskeln des Hautmuskelschlauches zeigen bei den Magelonidae in ihrer Struktur Ähnlichkeiten mit den Muskeln von Fadenwürmern.

## Verbreitung, Lebensraum und Lebensweise
Die Magelonidae sind auf Sedimentböden in Meeren weltweit verbreitet. Mithilfe ihres ausstülpberen Pharynx im Wechsel mit Bewegungen des Prostomiums graben sie Gänge durchs Sediment, die sie mit körpereigenem Schleim auskleiden. Sie sind jedoch keine Sedimentfresser, sondern weiden den organischen Belag aus Detritus mithilfe ihrer papillenbesetzen Palpen von der Sedimentoberfläche ab. Zugleich dienen die wohl durchbluteten Palpen der Atmung.

## Entwicklungszyklus

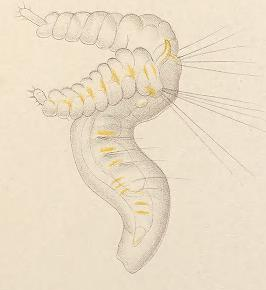
Larve von Magelona papillicornis. Aus A monograph of the British marine annelids, 1915, Tafel XCIII.

Die Magelonidae sind getrenntgeschlechtlich, doch ist über ihre Fortpflanzung wenig bekannt. Die Befruchtung findet wahrscheinlich im freien Meerwasser statt. Die Entwicklung erfolgt über ein frei schwimmendes Larvenstadium im Zooplankton, bis die Larve niedersinkt und zu einem kriechenden Wurm metamorphosiert.

## Rolle der Magelona-Larven als Fressfeinde von Muschellarven
In einer 1922 veröffentlichten umfangreichen Studie über die Ernährung mariner Planktonorganismen im Plymouth beobachtete Marie Victoire Lebour, dass Polychaetenlarven in der Regel hauptsächlich Kieselalgen fressen, während sie in den Därmen der Larven von Magelona (ohne Artangabe) ausschließlich Larven von Muscheln fand. Die Fähigkeit der Magelona-Trochophora und Metatrochophora, Muschel-Veliger zu überwältigen, wurde auch in späteren Untersuchungen bestätigt; so beobachtete Heinrich Kühl (1973 und 1974) bei Untersuchungen von Magelona in den Mündungen von Elbe, Weser und Ems bis zu 12 Miesmuschellarven in einer Magelona-Metatrochophora und Muschellarven als einzige Nahrung in den Därmen sehr vieler untersuchter Magelona-Larven. Hieraus schloss Heinrich Kühl, dass Magelona-Larven „beträchtliche Mengen an Muschelbrut vernichten“ könnten und dass die Larven „als Nahrungsspezialisten örtlich und zeitlich weitgehend von ihrer Hauptnahrung abhängig“ seien und deswegen ihr Bestand Schwankungen unterliege. Kevin Brett Johnson und Laura A. Brink (1998) gingen dagegen unter anderem der Frage nach, ob in Planktonnetzen und Gefäßen zusammengepferchte Planktongesellschaften nicht die Räuber-Beute-Beziehungen unter natürlichen Bedingungen repräsentieren. Sie simulierten natürliche Bedingungen mit zahlreichen Planktonarten und konnten dabei kein einziges Ereignis nachweisen, bei dem eine Magelona-Larve eine Muschellarve fraß, was wahrscheinlich auf die sehr seltenen Begegnungen dieser Organismenarten unter natürlichen Bedingungen zurückzuführen sei.

## Beispielarten
Als erste Art beschrieb Johann Friedrich Theodor Müller 1858 auf Grund eines Fundes in brasilianischen Gewässern die bis 17 cm lange Magelona papillicornis. In der Nordsee verbreitet sind insbesondere Magelona mirabilis (Johnston, 1865), Magelona minuta Eliason, 1962, Magelona alleni Wilson, 1958, Magelona filiformis Wilson, 1959 und Magelona johnstoni Fiege, Licher & Mackie, 2000.

## Gattungen
Zur Familie Magelonidae gehören folgende zwei Gattungen mit rund 67 beschriebenen Arten:
- Magelona Johann Friedrich Theodor Müller, 1858 (rund 66 beschriebene Arten)
- Octomagelona Aguirrezabalaga, Ceberio & Fiege, 2001 (1 bekannte Art)